# Sophienhof
Sophienhof is een plaats in de landgemeente Harztor in de Landkreis Nordhausen in Thüringen in Duitsland. Sophienhof ligt aan de Uerdinger Linie, in het traditionele gebied van het Hoogduits. Sophienhof ligt niet ver van de grenzen met Nedersaksen en Saksen-Anhalt.